# Уилсон, Рэйчел
Ре́йчел Уи́лсон (англ. Rachel Wilson; род. 12 мая 1977, Оттава) — канадская актриса

 и кинопродюсер.

## Биография и карьера
Рейчел Уилсон родилась 12 мая 1977 года в Оттаве, провинция Онтарио, Канада. У неё есть брат — Кейли Уилсон, актёр.
Уилсон начала актёрскую карьеру в 12-летнем возрасте, работая в Торонто, Ванкувере и Лос-Анджелесе. Она наиболее известна ролями Хизер в мультсериале «Отчаянные герои» и Тамиры Голдштейн в комедийной драме «На волне успеха».

## Избранная фильмография
| Год  |   | Русское название | Оригинальное название | Роль          |
| ---- | - | ---------------- | --------------------- | ------------- |
| 2001 | ф | Стеклянный дом   | The Glass House       | Ханна         |
| 2017 | с | Шиттс Крик       | Schitt’s Creek        | гостья мотеля |